# Partido de Berazategui
Partido de Berazategui är en kommun i Argentina.   Den ligger i provinsen Buenos Aires, i den centrala delen av landet, 30 km sydost om huvudstaden Buenos Aires. Antalet invånare är 320 224.
Runt Partido de Berazategui är det i huvudsak tätbebyggt. Runt Partido de Berazategui är det mycket tätbefolkat, med 1 463 invånare per kvadratkilometer.